# Інженерна оптимізація
Інженерна оптимізація
 — це предмет, який використовує методи оптимізації для досягнення цілей проектування в інженерії.

## Теми
- Оптимізація
- структурна інженерія
- оптимізація форми
- оптимізація топології
- зворотна оптимізація (підмножина зворотної задачі)
- планування обробки
- дизайни виробів
- електромагнітна оптимізація
- відображення простору
- проектування, орієнтоване на прибутковість
- оптимізація з використанням сурогатів (сурогатна модель)